# تخیط سفلی
تخیط سفلی، روستایی از توابع بخش مرکزی شهرستان بندر ماهشهر در استان خوزستان ایران است.

## جمعیت
این روستا در دهستان جراحی قرار دارد و براساس سرشماری مرکز آمار ایران در سال ۱۳۸۵، جمعیت آن ۷۸ نفر (۱۶خانوار) بوده‌است.